# Государственное предприятие
Госуда́рственное предприя́тие (англ. state-owned enterprise, SOE) — основная разновидность унитарных предприятий; предприятие, основные средства которого находятся в государственной собственности, а руководители назначаются или нанимаются по контракту государственными органами.

## Виды
Государственное предприятие может выполнять различные функции, возложенные на них государством: политические, экономические и/или социальные. Они могут быть как коммерческими, так и некоммерческими.
Наряду с очевидными случаями государственных предприятий исследователи различают:
- Сами государственные предприятия (state-owned enterprises, empresas estatais)
- Публичные предприятия (public entities)
- Правительственные предприятия (empresas governamentais)
- Предприятия с государственной поддержкой[англ.] (state-supported enterprises, SSE, government-sponsored enterprises)
- Предприятия смешанной экономики (Empresa de economia mista)

В разных государствах в зависимости от круга решаемых задач юридический статус государственных предприятий варьируется от юридических лиц публичного права до юридических лиц частного права.

## Государственные предприятия в разных государствах

### Государственные предприятия в Великобритании
Государственные предприятия (Statutory corporation) в Великобритании действуют в форме статутной корпорации — Британские железные дороги (1948 — 1997), Национальное угольное управление (1946 — 1987), Лондонское пассажирское транспортное предприятие, почтовое управление (1969 — 1981).

### Государственные предприятия в Германии
Государственные предприятия (Öffentliches Unternehmen) в Германии могут быть:
- В форме принадлежащего государству акционерного общества  или общества с ограниченной ответственностью[6] (напр. Немецкие железные дороги (с 1994 года), федеральные автодороги, бундестипография, «Висмут», земельные государственные вещательные организации (1933 — 1934), имперская радиоорганизация «Дойчландзендер», имперское общество радиовещания (1926 — 1945)
- В форме государственного учреждения (Anstalt des öffentlichen Rechts) (как правило являющиеся полно-правовыми государственными учреждениями (Vollrechtsfähige Anstalten des öffentlichen Rechts) и если оно не является некоммерческим) — Берлинское транспортное предприятие, сберегательные кассы

Предприятия с государственным участием (Unternehmen mit einer Beteiligung der Bundesrepublik Deutschland):
- В форме акционерного общества — почта ФРГ (с 1995 года), «Дойче Телеком» (с 1995 года), земельные государственные вещательные организации (1926 — 1933)
- В форме общества с ограниченной ответственностью — аэропорт Берлина и Бранденбурга, аэропорт Мюнхена

### Государственные предприятия во Франции
Государственные предприятия (Entreprise publique) во Франции могут быть:
- В форме национальной компании (sociétés nationales) (акционерного общества государственного капитала (Société anonyme à capitaux publics)) - телеорганизация «Франс Телевизьон» (с 2000 года), радиоорганизация «Радио Франс» (с 1975 года), телекоммуникационная организация «Франс Телеком» (1996-2004), Национальное общество французских железных дорог (с 2019 года), почтовая организация «Ля Пост» (с 2010 года)
- В форме государственного учреждения (Établissement public) (как правило государственного учреждения торгово-промышленного характера (Établissement public à caractère industriel et commercial)) - предприятие парижского транспорта, Аэропорт Парижа в 1945 — 2005 гг, Национальное общество французских железных дорог в 1983 — 2019 гг., «Франс Телеком» в 1990 — 1996 гг., «Теледиффузьон де Франс» в 1975 — 1986 гг., «Ля Пост» в 1991 — 2010 гг, «Электросите де Франс» в 1946 — 2004 гг., «Газ де Франс» в 1946 — 2004 гг., Управление французского радиовещания и телевидения (в 1964 — 1975 гг.), «Карбонаж де Франс» (1946 — 2007), Национальный институт аудиовизуала, Монетный двор Парижа
- В форме смешанного хозяйственного общества (Société d'économie mixte) - «Шантье де л’Атлантик», «НАВАЛ Груп», Аэропорт Парижа, «Электросите де Франс» с 2004 года

### Государственные предприятия в России
Государственные предприятия в России могут быть:
- В форме государственного унитарного предприятия[7] — «Всероссийская государственная телевизионная и радиовещательная компания» (с 1998 года), "Телевизионный технический центр «Останкино», «Почта России» (2002—2019), «Российская телевизионная и радиовещательная сеть», «Космическая связь», «Киноконцерн „Мосфильм“», «Мосгортранс», «Московский метрополитен», «ИТАР-ТАСС», "Российское агентство международной информации «РИА Новости»
- В форме акционерного общества — «Почта России», «Российские железные дороги», «Совкомфлот»